# 广深城际动车组列车
广深城际动车组列车，通常被称为广深和谐号，是中国铁路运行于广东省会广州市及经济特区深圳市之间的城际动车组列车，自2007年4月18日起开行，现由广州局集团广深铁路股份有限公司广九客运段广深车隊负责客运任务。
列车使用和谐号CRH1A型电力动车组及和谐号CRH6A型电力动车组，运行于广深铁路I、II线，全长139公里，最大运营速度为160公里。部分列车经停广州站、新塘站、东莞站、常平站、樟木头站和平湖站。
截至2025年7月1日运行图调整，广深城际动车组共开行173列车，其中36列往来广州白云站和深圳站，68列往来广州站和深圳站，69列往来广州东站和深圳站。每日最早开车时间为6点，最晚开车时间为22点35分。使用车次为C70xx次、C71xx次、C80xx次，其中广州至深圳方向为下行，使用奇数车次；深圳至广州方向为上行，使用偶数车次。运行时间在1小时4分至2小时3分之间。

## 历史

### 改革开放之前
广深之间的特快旅客列车最早开行于1959年，因当时广深铁路是外地旅客经由香港转道参加广交会的必经之路，经铁道部批准，1959年10月1日起，广州、深圳之间增开91／92次特快旅客列车，这趟列车不但不停靠中途站，更破例加挂餐车（当时铁路客运管理规章规定，运行时间不超过8小时的列车不挂餐车，而91／92次的运行时间只有约两个小时）。1966年8月，由四方机车车辆厂生产的中国第一代空调软座客车开始在广深线上担当91／92次。至1979年时，来往广深的客车仍只有三对，包括一趟特快、一趟直快和一趟普客，运行时间最快2小時5分鐘，最慢为4小時45分鐘，日均发送旅客约1500人次。当时的旅客中，中国大陆本地居民仅属少数，大部分为来自香港的外国人、回乡探亲的港澳台同胞，其中91／92次特快更只供外賓及華僑乘坐。只有在广交会召开期间，列车才会满座。广深铁路也是广东省内最早采用内燃机车牵引的铁路。1970年10月1日，广州机务段开始采用东方红1型内燃机车牵引广深线旅客列车；1972年起引进了东风型内燃机车牵引广深线的客、货列车。

### 改革开放初期

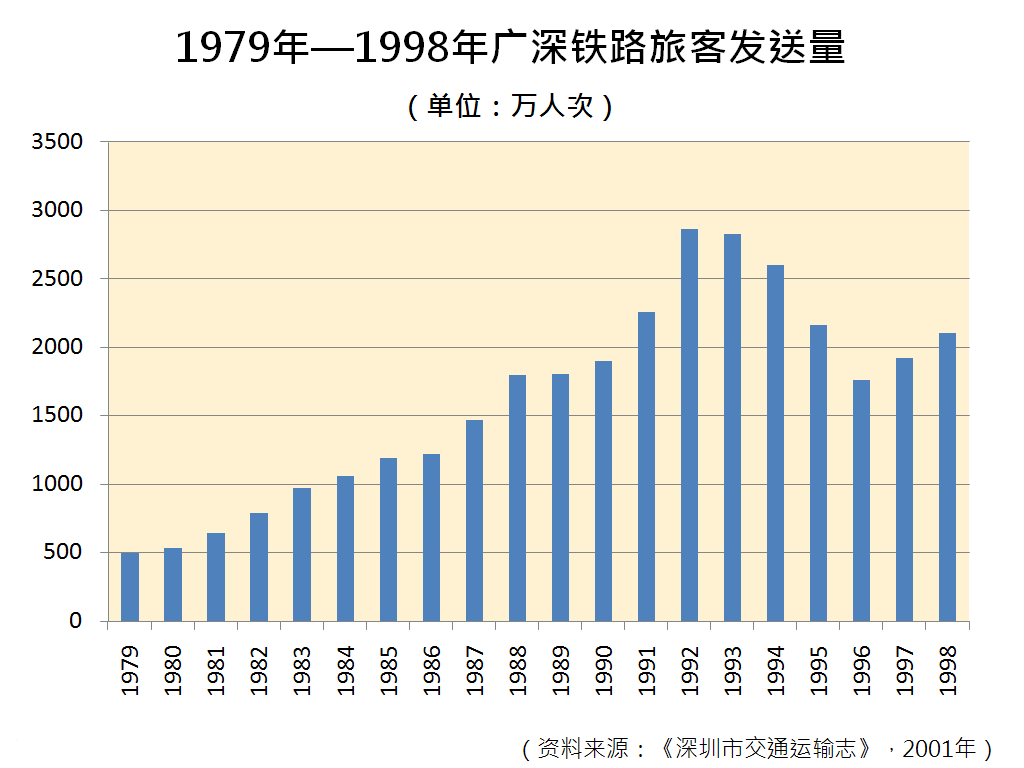
1979年至1998年广深铁路旅客发送量统计图

1980年代起，随着改革开放政策的实施，珠江三角洲地区经济迅速发展、深圳经济特区成立，广深之间的商务流动人口开始大幅增长，每年旅客量约2000万人次，来往两地的客车对数逐步增加，对单线的广深铁路造成沉重的运输压力。在1982年至1983年期间，广深铁路实际运能已超过限制区间最大能力的3.4%；由1983年开始，广州铁路局对京广铁路、广深铁路设计超过限制区间使用能力和最大能力的列车运行图，其中广深铁路超最大能力17%。1983年9月，广州铁路局考虑到当时广深铁路沿途有近百个乡镇，决定开行一趟沿途每站均停、全程需时约6小时的543／544次慢车，为广深沿途农民服务。
与此同时，为了修建复线，经国务院批准，广州铁路局成立了广深铁路公司，实行自主经营，并批准广深铁路从1984年1月1日起实行特殊运价，客货运价在全国统一运价的基础上各提高50%，铁路公司可视市场情况对运价下浮，广深铁路成为中国首次实现浮动运价体制的线路。广深铁路公司成立后，广深列车车次分為特快（81－90次；初期有备用的97—100次；至1991年起新增71—78次特快）、普快（101－116次、221－228次）以及兩趟普客慢車（501／502次；543／544次），特快列车运行时间最快2小時。在1985年，当时广深城际列车硬座普快的票价为4.7元人民币，而空调硬座普快的票价为5.9元人民币。后来经国家物价局批准，广深铁路软席客票于1987年4月15日起可上浮50%，实际上浮30%；加价50%后广深线每吨公里的运价为0.33元，每人公里的运价为0.35元。
为满足运输需求，在新建广深铁路复线的过渡阶段中，广深铁路公司同时采取了一些措施提高运输能力。公司一方面先改造车站站台、尽量扩大广深列车编组，每列列车可多编6节车厢；另一方面从既有单线铁路通过能力最小的几个限制区间入手，使广深铁路通过能力迅速提高，从而保证在复线建设期间，广深铁路旅客发送量平均每年增长100万人以上。至广深铁路复线开通前，广深空调列车已由每天7对增开到15对，平均每年增开3对客车。
从1987年开始，广深铁路进入了一个黄金时期。由于当时广深高速公路正在进行长达7年的施工，导致公路堵车严重，加上深圳的錦繡中華、民族文化村等旅游点相继开业，1987年至1992年期间是广深铁路客流增长最快的时期，6年间客流增长1.35倍。尤其邓小平在1992年初发布南巡讲话后，进一步刺激了深圳经济特区的发展，广深铁路旅客发送量也在1992年至1993年间达到了前所未见的高峰，年發送旅客達到2600萬人次。至1993年起，广深特快、普快列车车次均冠以「深」字头，其中深1—深24次为特快、深51—深66次为普快；而兩趟普客慢車车次则没有改变。
在深圳經濟特區「二線關」實際邊境檢查於2005年撤銷前，所有購買S/深次列車往深圳沿途各站車票的乘客須持有有效經濟特區邊防證，並於車上接受檢查。

### 公路竞争

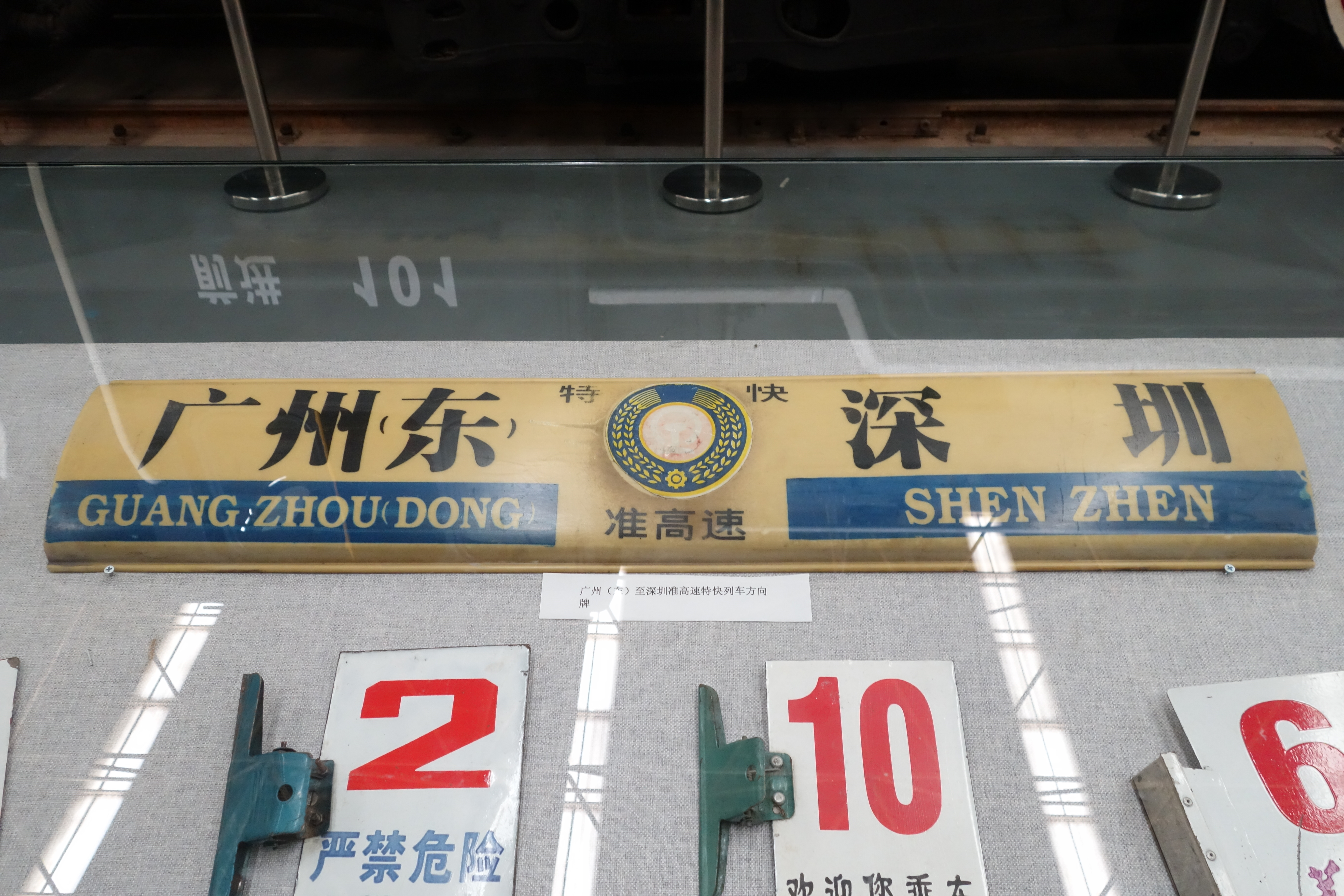
广深准高速列车开通初期的水牌

1994年7月，广深高速公路通车，并从国外引进了当时中国大陆第一批豪华大巴，开了高速公路客运先河，广深之间公路行车时间由原来的6小时缩短到约1小时20分，大巴票价55元，班次频密，十几分钟开出一趟；而当时广深铁路列车票价为60元，运行时间约2小时，发车间隔最长达1小时以上。广深高速公路客运大巴以价格、速度、时间的优势迅速扩大市场占有份额，造成1994年至1996年之间广深铁路旅客运量持续下滑，跌幅近30%。虽然广深铁路在1994年12月22日起开行最高时速达160公里的准高速列车，并启用代表准高速列车的「Z（准高）」字头车次（同时广深特快、普快列车车次由「深」字头改為「S」字头），运行时间缩短为最快1小时5分钟，比原来的运行时间缩短近1小时，但由于广深准高速铁路开通初期广深铁路公司仅配备三组25Z型客车和五台东风11型机车，故当时每天仅开行2对来往广州东至深圳的准高速列车（准高1/2次、准高3/4次），对挽回铁路运输的劣势没有太大帮助。当时，时任铁道部副部长刘志军曾带着相关司局级官员来到广东，以普通乘客身份乘坐广深豪华大巴，为广深铁路的改革寻求新思路。
从1996年开始，高速公路客运的竞争给广深铁路带来了变革机遇，广深铁路股份有限公司开始提出“小编组、高密度、高速度”的营运模式，将以前每组列车长达11、12节车厢的大编组改为每列4、5节的小编组，发车间隔由1小时逐步减为30分钟，並购置了新一批准高速机车车辆满足需求，从而加强铁路客运的竞争力。1996年10月27日起，广深铁路城际列车每天开行对数大幅增加一倍，由每天对开24对增至48对，其中19对为准高速列车，并调整了普速列车在中间站的停点，并将广州东至深圳间准高速列车运行时间从68分钟压缩到65分钟，普速列车由105分钟压缩到90分钟。同时在浮动空间内适当降低票价，包厢座票价由110元降到90元，一等软座由90元降到70元，二等软座由80元降到65元，并免收退票费等五项杂费，运用价格手段直接参与市场竞争。另一方面，广深铁路展开了一场中国铁路自1949年以来第一次大规模铁路客运市场营销，全面开展形象宣传、加强社会影响，投入50万元人民币在中国大陆和香港十多家新闻媒体刊登、播放广告，公布广深线时刻表、票价、服务承诺，组织各类公关活动等。在促销手段上，当年11月1日至3日广深铁路开展了准高速列车“买一送一”的促销活动，送出车票二万多张。这几项措施实施不久就获得成效，从1996年末开始，广深铁路的客流开始回升。
随着广深城际列车重新获得旅客的青睐，列车开行对数也越来越多。1997年12月，广深铁路再次调整列车运行图。广深城际列车总数约50对，平均每26分钟开出一趟，其中准高速列车23对，平均每47分钟开出一趟。1998年8月28日，广深铁路完成了电气化改造，广深铁路从瑞典引进了X2000摆式列車运行代表高速列车的「G（高）」字头车次，最高时速达200公里，全程最快运行时间由65分钟缩短到55分鐘。1999年9月29日，时速200公里的DDJ1型电力动车组在广深线投入试运营。在1997年至1999年间，广深铁路准高速及高速列车发送人数在广深铁路总旅客发送量的比例以每年16.77%的速度上升，所创造的利润占广深铁路股份有限公司利润总额的比重在1999年高达79.87%。
2000年12月28日，广深铁路股份有限公司向广州中车租借的第一列DJJ1型“蓝箭”高速动车组在广深铁路以时速160公里投入试运营，并于2001年1月8日以时速200公里投入正式运营。广州铁路公司为了实现未来的“公交化”运营模式，于2001年内又陆续租借了另外七列“蓝箭”动车组。

### “公交化”运输

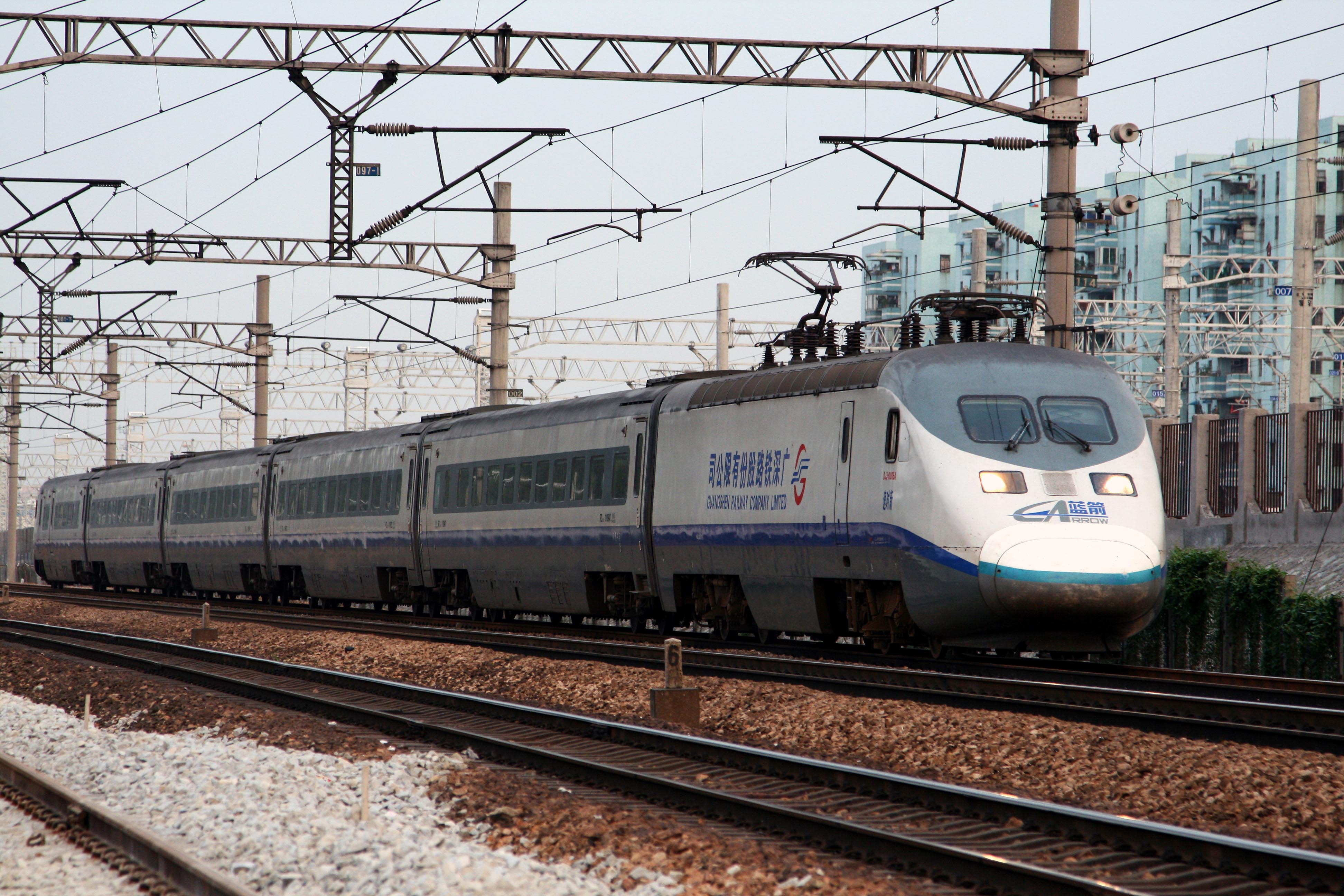
运行在广深铁路上的DJJ1型“蓝箭”动车组

2001年10月，广深铁路公司以中国铁路第四次大提速为契机，进一步发展自1996年提出的“小编组、高密度、高速度”理念，推出了广深城际列车“公交化”运输模式，并将包括X2000动车组和“蓝箭”动车组在内的高速列车称为“新时速”列车；同时为了解决广深铁路第三线运能不足、各种速度级的列车在高速线、普速线穿插运行的情况，广深铁路公司决定实施高（速）普（速）分线运行，大幅减少普速城际列车，以“新时速”列车取而代之。自2001年10月21日起，广深铁路每天从凌晨6时至22时开行城际列车57对，其中时速160公里的准高速列车、时速200公里的“新时速”列车由31对增加到52对，而普速列车由16对减少至5对；广深铁路在日间客流高峰时段每13至20分钟开行一对准高速、“新时速”旅客列车，并适当增加高速列车在沿线大站的停靠，绝大多数车次均在一小时内到达，日均客运能力达到5.1万人次。实行“公交化”一年后，2002年广深铁路经由高速列车运送的旅客逾1500万人次，比2001年同比增加600万人次。惟“蓝箭”动车组在启用初期质量故障频生，甚受旅客所诟病；2001年至2002年是其故障高发期，甚至出现过因列车半途故障停车导致有旅客打破玻璃离开车厢的情况；广深线“蓝箭”列车经整治、维护后，自2003年起其故障率已大幅下降。
2003年上半年，由于广东省的非典型肺炎疫情情况严重，广深铁路客运量大幅下降，广深铁路先后停运5对高速列车、4对普速列车，以节省运营成本。2003年5月底，随着非典疫情受控，铁路客流量迅速攀升。2003年下半年广深铁路开始根据客运市场调整了列车运行图，对客流量较低的时间段，按基本运行图运行。对周末期间的客流高峰期，则按照客流规律和上、下行流量，分别编制假日运行图；并安排了一些广州至东莞、深圳至东莞、深圳至樟木头等周末短线列车，既节省车底，又符合高峰客流需求。到2004年，广深铁路每天开行的城际高速、准高速列车总数达到64对，全年旅客发送量首次突破3000万人次。从2005年5月11日开始，每天来往深圳与广州的城际列车再增开3对，总数达到67对，发车间隔缩减为14分钟，在客流高峰时段更达到10分钟。

### 第六次铁路大提速
在2007年初，铁道部为了提早试验即将在中国铁路第六次大提速中大规模上线运行的时速200公里及以上高速动车组，并增加春运旅客运输能力，安排了15组CRH系列电力动车组在春运期间分别在沪昆铁路、广深铁路投入试营运，其中6组CRH1A型电力动车组配属给广州铁路集团使用。自2007年2月1日起，CRH1A型高速列车开始在广深铁路上进行载客试运行；当天早上6時45分和7時05分，首发列车T971次和T980次分别从广州和深圳两地对开。在试营运期间，CRH1A列车担当部分原本由“蓝箭”列车运行的车次，包括T871—880次、T971—T988次等；由于当时广深铁路正在进行四线的建设施工，因此列车均限速160公里/小时。
2007年4月18日，中国铁路实施第六次大面积提速，一系列命名为“和谐号”的高速动车组在各条铁路干线投入运营。而广深铁路四线于同日投入使用，CRH1A列车在广深铁路按最高时速200公里投入正式营运，以“D”字头作为车次，设有一站直达、交错停站两种运行模式，来往深圳站与广州东站的直达列车单程運行時間為52分鐘，而中途停站的列车运行时间约60分鐘。每天从清晨6时至晚上11时，平均每10分钟就开行一趟城际动车组，列车最短追踪间隔仅5分钟，最短折返时间间隔仅12分钟。  
自2007年4月起，广深城际列车共经历了多次调图和调整，其开行情况如下：
2007年4月18日：第一阶段调图，10组CRH1A型动车组担当59对城际列车，中间站（樟木頭、東莞及石龙）办理营业138列次；另保留了3对由“蓝箭”列车担当的准高速列车。
2007年5月21日：第一阶段调图之后的调整，重点在于增加中途停点；10组CRH1A动车组担当59对城际列车，中间站办理营业170列次。2007年7月1日，第二阶段暑运调图，13组CRH1A型动车组担当72对城际列车，中间站办理营业241列次；同时取消所有“T”字头车次的准高速列车，“蓝箭”列车退出广深铁路。2007年8月1日，第二阶段调图之后的首次调整，14组CRH1A型动车组担当77对城际列车，中间站办理营业255列次。2007年9月28日，第二阶段调图之后的第二次调整，15组CRH1A型动车组担当80对城际列车，中间站办理营业263列次。 2008年4月18日，第二阶段调图之后的第三次调整，17组CRH1A型动车组担当100对城际列车（其中日常88对、备用12对），中间站办理营业307列次。2008年12月21日，第二阶段调图之后的第四次调整，19组CRH1A型动车组担当120对城际列车（其中日常86对、备用34对）。
2009年4月1日，铁道部再次对国内列车运行图进行较大范围的调整。这次调整对广深城际列车的运行图没有影响，但列车车次进行了全面调整。车次编号由原来的三位数（D701-D844）上升为四位数，即变为“D＋四位数字”，广深线上120对动车组的车次范围为D7001－D7240。2009年5月1日，广深城际列车开始按“站站停”公交化模式运行，在每天开行的100对城际动车组列车中，除了保留2对直达列车，其余98对列车中途均停靠石龙、东莞、樟木头站，中途停站时间均统一为1.5分鐘，此安排使石龙、东莞、樟木头站旅客等候城际列车的时间从平均30分钟缩短到11分钟。
2010年7月1日，广深铁路调整运行图，20组CRH1A型动车组担当110对城际列车（其中日常91对、备用19对），直达列车减少至1对（D7099/D7150次）。2011年7月1日，广深铁路调整运行图，直达列车被取消，所有車次均停靠石龙、东莞及樟木头站。
2012年3月8日，广深铁路调整运行图，运行于高速线（广深铁路I、II线）的动车组最高时速由200km/h降为160km/h，往来广州东和深圳站的列车时间延长10分钟至79分钟。2012年12月21日，广深铁路调整运行图，20组CRH1A型动车组担当105对城际列车（其中日常86对、备用19对）
2014年1月8日，新东莞站正式启用，同时广深动车不再停靠石龙站。
自2014年始至2023年，每年春运期间所有经广州站始发的广深动车均取消广州站办客而改从广州东站始发以缓解广州站春运压力，同时在节后返程高峰期间广铁集团均加开夜间广深动车，以方便节后午夜时段乘车到达广州需中转返回至东莞、深圳等地工作的旅客接驳。

### 改C字头
2015年2月1日，广深铁路列车车次进行全面调整，车次编号由原来的“D”字头更改为“C”（C代表城际）字头，广深铁路I、II线石牌至石龙区间大部分路段提速至180km/h，其余路段维持原速，运行时间缩短7分钟。
2016年9月26日，本次调图后，平湖站恢复办理客运业务，广深城际所有列车增停平湖站。2017年9月21日，全国运行图调整后，广深动车调整了平湖站的停站频次。调图后，各方向经停平湖站的动车组频次约为半小时一班，结束了以往趟趟都在平湖站停站的惯例。
2020年4月10日，本次调图后，重新開辦直達列車共兩對，行車時間為65分鐘。2020年10月11日，配合廣深鐵路全綫具備客專標準版CTCS－2列控模式，I/II線全線恢復最高時速180km/h，运行时间缩短3分钟。
2021年4月10日，广深城际动车取消原有“站站停”模式，实行交错停站。调图后，广深城际有10趟列车为直达车，10趟列车中间经停1站，40趟列车中间经停2站，21趟列车中间经停3站，3趟列车中间经停全部车站。
2022年4月8日，广深城际动车回復原有“站站停”模式，调图后，新图共安排开行城际列车130趟，大范围采用“站站停”的公交化模式运行，全力满足沿途各站商务、通勤等客流需求。同时保留广州东往来深圳一站直达列车4趟。
2023年5月23日，广深城际部分动车组列车运行时刻进行优化调整，C7068、C7044、C7129次列车中途仅停靠东莞站，C7017次列车中途仅停靠常平站，C7095次列车中途仅停靠东莞、常平、樟木头3座车站。
2023年10月11日，广深城际动车开行总数由118列增至146列，其中逢7、10、13、15、18、21时整开行一站直达列车12列。
2024年1月10日，28列广深城际动车组列车调整至广州白云站办理客運業務，同时部分列车增停新塘站；與往年不同，2024年春運期間這些列車之起訖站無須縮短至廣州東站並繼續以廣州白雲站為始發終到站。
2024年6月15日全国铁路季度调图后，广深城际列车有较大变化：部分班次延长至广州白云站始发，使得该站开行的列车数达57列；为弥补穗深城际在本次调图后不进入广州东站的缺位，停靠新塘站的班次大幅增加至84列；增加部分跨线运营至深圳北站和福田站的列车。调图后共开行162列车，其中深圳站154列、深圳北站1列、福田站7列。同年11月6日，广深城际列车运行图调整，满图状态下共开行167列车，其中往返广州东站122列、往返广州白云站45列，直达列车亦增加至16列。
2025年1月5日调图后，广深城际（广州白云至深圳间）C字头列车在客流非高峰期正式实施“车票当日一次有效”的规定，以提升乘车效率。此前除新建的广州白云站和新塘站外，其余各站实务上已采取该举措。7月1日调图后，大量列车调整至广州站始发终到。

## 营运

CR200J型動力集中式列車曾擔當2023年暑運周末加班車D9756、D9757次往返廣州東站至深圳站

目前所有广深点对点动车组列车均以C字开头，這些車次在深圳市內大部份以深圳站作始發終到站。
节假日及春運、暑運期間，鐵路部門或会开行D字头车次以疏導客流，以2024年春運為例，鐵路部門在個別尖峰日開行往返廣州東站至深圳站之D9791-D9796次動車組加班列車。
另外值得一提的是，每年春运期间當廣州站須臨時改為只辦理跨省長途客車服務之時，「廣深和谐号列车」就會全數暫時改到廣州東站始发终到；惟2024年春運隨著廣州白雲站經已啟用，廣深城際動車組部份車次在該年春運仍有繼續提供往返廣州白雲站之服務，個別車次亦會停靠廣州站辦理客運業務。

### 停靠车站
截至2025年7月1日全国铁路季度调图，广深城际使用车次号C70XX、C71XX、C80XX。深圳端终点均为深圳站；广州端终点分别为广州白云/广州/广州东站，三者比例约为1:2:2。
- C70XX、C71XX次：所有列车停靠广州东站和深圳站，多数列车停靠东莞站和常平站，部分列车选择性停靠广州白云、广州、新塘、樟木头和平湖站。
- C80XX次：广州东站和深圳站间一站直达，部分列车选择性停靠广州站和广州白云站。

| 城市                                                                              | 车站       | C70XX、C71XX | C80XX |
| --------------------------------------------------------------------------------- | ---------- | ------------ | ----- |
| 广州                                                                              | 广州白云站 | ▲            | △     |
| 广州                                                                              | 广州站     | ▲            | ▲     |
| 广州                                                                              | 广州东站   | ●            | ●     |
| 广州                                                                              | 新塘站     | ▲            | ｜    |
| 东莞                                                                              | 东莞站     | ▲            | ｜    |
| 东莞                                                                              | 常平站     | ▲            | ｜    |
| 东莞                                                                              | 樟木头站   | ▲            | ｜    |
| 深圳                                                                              | 平湖站     | △            | ｜    |
| 深圳                                                                              | 深圳站     | ●            | ●     |
| 图示：●-所有车次均停靠；▲-大部分车次停靠；△-小部分车次停靠；｜-所有车次均不停靠。 |            |              |       |

此外，春运、节假日等高峰时期，亦将视客流情况加开数趟C91XX次的夜间高峰列车。
另有20趟列车跨赣深高铁、广深港高铁运行至福田站。这些列车均停靠深圳北、东莞南、广州东，部分车次选择性停靠樟木头、常平、东莞、新塘、广州和广州白云站。

### 电子车票

#### 闪付
2018年2月1日起，广深和谐号开通银联闪付卡、银联手机闪付过闸乘车服务。乘坐广深和谐号的旅客可在沿线车站的相关设备上自助办理注册登记，即可以刷卡、刷手机（包括Apple Pay，Samsung Pay，HCE等平台）的形式乘坐列车。使用银联云闪付乘车后，可以在相关设备上打印凭证。

#### 支付宝

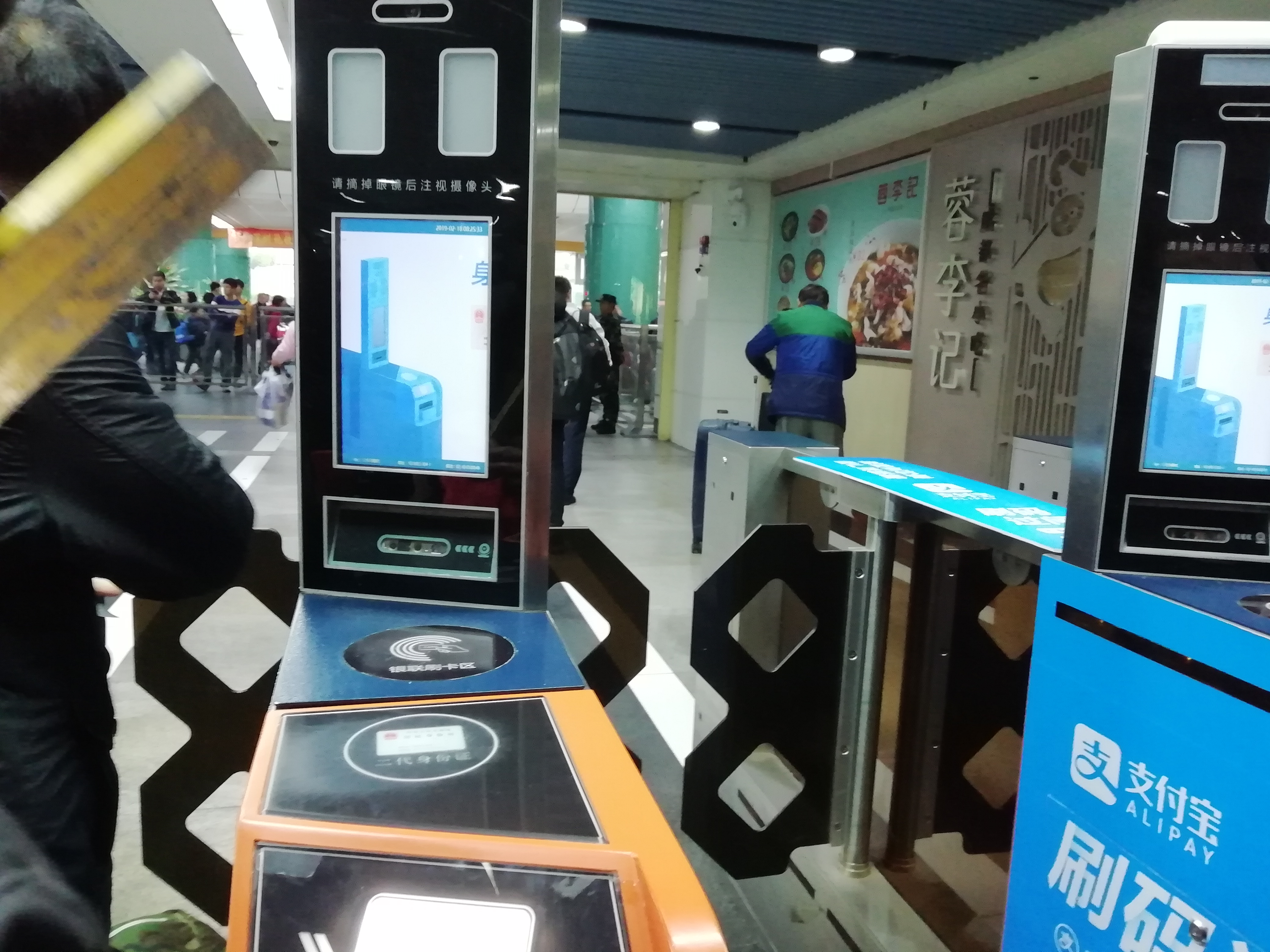
深圳站加装了支付宝二维码扫描器的出站闸机

2019年1月21日起，广深城际铁路开通支付宝扫码乘车服务。旅客可使用支付宝客户端的“广深城际扫码通”小程序，根据提示刷脸完成身份认证即可开通使用。用支付宝乘车后，可以在相关设备上打印凭证。

#### 微信
2019年12月1日起，广深城际铁路开通微信支付扫码乘车服务。旅客可使用微信小程序“广深城际通”即可刷码进站，实行先乘车后扣费。

#### 曾经发行
1994年，廣深高速公路通車後，广深城际列车受到公路豪華大巴的竞争，因大巴发车密度高价格相宜而当时铁路发车密度低、票价较高，铁路客流大幅下跌。此後为了加强铁路竞争力，廣深鐵路公司開始逐步實施「广深城際公交化」计划，除了上述的列车提速和加密班次外，也包括使旅客乘车更便利的措施。廣深城际列车於2005年10月26日起起试行地鐵形式的运作，使用自动售票机、入閘機、卡式火车票（IC卡）及儲值車票，以配合公交化計劃。自动售票机与地铁一样采取触碰式点击购票，可使用10元、20元、50元及100元人民币纸币。乘客在自动售票机购买IC卡车票后，经入閘機检票系统检票即可上车。
2009年2月20日起，廣深鐵路股份有限公司與中國工商銀行（深圳市分行）合作推出「廣深鐵路牡丹金融IC卡」，該IC卡分信用卡和借記卡兩種，均屬中国银联卡。持卡人可直接刷卡乘搭廣深「和谐号」動車組，並可選擇座席及等級。。
2009年3月20日起，广深铁路公司在广深城际列车推出「廣深鐵路快通卡」，此儲值卡的发行面额为500元人民币，旅客可凭快通卡直接刷卡进站乘坐广深「和谐号」动车组二等车厢，并在出站刷卡时自動扣取所乘区间全额票款。 「廣深鐵路快通卡」與深圳市內的「深圳通」卡（2008年起發行，符合ISO/IEC 14443標準的Type A卡）一樣由中國內地握奇數據系統有限公司生產，同樣使用TimeCOS®FLY芯片。
2010年1月5日，廣深鐵路股份有限公司與中國工商銀行（亞洲）在香港推出「廣深鐵路銀聯兩幣IC信用卡」，屬中国银联在香港發行的其中一款雙幣結算信用卡。 
自2011年6月1日起，隨著全國鐵路動車組車票推行實名制，儲值卡「廣深鐵路快通卡」因不符合實名制要求而被取消。 即使其後中國鐵路總公司與中國銀行合作推出的實名制預付卡「中铁银通卡」，亦因為廣深鐵路股份有限公司與中國工商銀行的合作關係而無法在廣深鐵路推廣使用。

### 计次票、定期票
自2021年8月18日起，广深城际列车推出“计次票”和“定期票”。购买计次票的旅客，可于90天内在沿线各车站乘坐20次固定组合车站间的往返列车；购买定期票的旅客，可在30天内在沿线各车站，最多可乘坐60次固定组合车站间的往返列车。旅客可通过12306网站和“铁路12306”手机APP实名购买。2025年3月13日，广深城际列车增加10次/90天计次票，30天定期票亦增加至10种，范围涵盖10至55次，以满足不同乘客的需求。

## 使用车辆
（以下数据截至2025年1月）
目前，广深动车组列车采用广州局集团广州动车段广州东动车所的和谐号CRH1A型电力动车组、和谐号CRH6A型电力动车组，编组如下：
CRH1A
| 车厢编号 | 1                          | 2-4         | 5                 | 6-7         | 8                          |
| 車種     | ZY 一等座车/商務座車(部分) | ZE 二等座车 | ZEC 二等座车/餐车 | ZE 二等座车 | ZY 一等座车/特等座車(部分) |
CRH6A 定製版
| 车厢编号 | 1           | 2-4         | 5                 | 6-7         | 8           |
| 車種     | ZY 一等座车 | ZE 二等座车 | ZEC 二等座车/餐车 | ZE 二等座车 | ZY 一等座車 |

### 历代使用机车及车辆
| 年代              | 广深城际列车使用车辆 |
| ----------------- | --- |
| 1966年前          | - 胜利6型蒸汽机车牵引21型客车 / 22型客车 |
| 1966年—70年代中期 | - 胜利6型蒸汽机车 / 东风型内燃机车（1972年起）牵引21型客车 - 东风型内燃机车（1972年起）牵引四方厂制24型空调客车（91/92次特快列车） |
| 70年代—1994年底   | - 牵引机车：东风3型 / ND2型 / 东风4B型（80年代起） / 东风9型内燃机车（90年代） - 车辆：四方厂制24型空调客车 / 25型空调客车 / 22型客车 / 22型改装空调客车 |
| 1994年底—1998年   | - 牵引机车：东风4B型 / 东风9型 / 东风11型内燃机车 - 车辆：22型客车 / 25B型空调双层客车 / 25Z型客车 |
| 1998年—2004年     | - 东风4B型内燃机车牵引22型客车 / 25B型空调双层客车 - 韶山8型电力机车 / 东风11型内燃机车牵引25Z型客车 - 韶山8型电力机车 / 东风11型内燃机车牵引25C型客车（1998年—2000年） - DDJ1型电力动车组（大白鲨）（1999年中—2000年中） - 先锋号电力动车组（2001年） - X2000摆式列车 - 蓝箭电力动车组（2001年起） |
| 2004年—2007年     | - 东风4B型内燃机车牵引25B型空调双层客车 - 东风11型内燃机车 / 韶山8型电力机车牵引25Z型客車 - X2000摆式列车 / 蓝箭电力动车组 |
| 2007年至今        | - CRH1A型动车组（和谐号） - CRH1A-A型动车组（2017年～ 2018年） - CRH6A型动车组 （2018年～ 2021年、2023年至今） - 2018年9月底开始所使用的CRH6A为带有一等座和餐车的定制版 - 復興號CR200J型動力集中式動車組（2023年至今）                                                                              |

## 负面评价
因为广深港高铁的开通，广铁集团实行管内票价上浮，导致广深铁路动车组相对于中国大陆其他开行动车组的铁路速度过慢票价过高、广深铁路公司为保动车客源而限售部分（2018年春运前为几乎全部）广深铁路普速客车车票。同时因为广深港高铁的开通，广铁集团对广深铁路动车组列车实施了降速，另外廣深鐵路使用的動車組 CRH1A 及CRH6A 大部分都是不可調整座位方向的舊式座椅（每個車廂有一半座位是背向）。由于上述原因，广深和谐号动车组被中国大陆铁路迷贬称为“广深喝血号”，而广铁集团则被讽刺称“抢铁集团”（意为“抢钱铁路集团”）。

## 事故与事件
- 2007年8月23日，一辆由广州东开往深圳的D825次列车，在驶往东莞站（今常平站）途中发生撞人事件。事后警方作出及时处理，涉事列车也在10分钟后驶离[77]。
- 2011年10月23日18时13分，D7117次列车行至广深线樟木头至布吉区间K130+290m处东侧（位于深圳市龙岗区平湖街道新木村新围仔附近）时，4名年轻男子翻越铁路栅栏闯入轨道，司机发现情况后采取紧急制动措施。但由于列车速度较高制动不及，导致两人被撞死，一人被撞伤，受伤人员被送往医院治疗，另一人正配合公安部门调查。经铁路公安初步调查，四人均为甘肃籍人士[78]。
- 2018年7月28日下午約3時半，因廣深線常平站至東莞站区間發生設備故障，导致途經該區段的廣深和諧號列車出現不同程度延誤。延误期间，列车上的食物全部售完，但乘客只能在车上停留，不能下車离开，有乘客表示在车内滞留长达8小時。事后广铁集团深圳火車站官方微博发布消息称，在故障後鐵路部門立即啟動預案，組織技術人員趕赴現場處置，并在沿線车站、列车及時通過廣播、電子顯示屏等發布有关信息；同時做好旅客引導、解釋、服務工作。鐵路部門對受影響的旅客表示歉意[79][80]。至当晚8时30分许，部分列车已恢复通行，广州往潮汕方向的列车也已恢复通行；当晚9时许，廣深線全线恢复通车[81]。